# Ernst Syberg
Ernst 'Rille' Axel Syberg (12. januar 1906 på Pilegården, Over Kærby Mark ved Kerteminde,  – 17. august 1981 i Vellerup, Skibby) var en dansk maler.  Ernst Syberg var søn af malerparret Fritz Syberg og Anna Syberg, og yngre bror til billedhuggeren Hans Syberg, skuespillerinden Besse Giersing og komponisten Franz Syberg.
Ernst Syberg tog i 1931 juridisk embedseksamen, men var som kunstner autodidakt. Han debuterede på Kunstnernes Efterårsudstilling i 1933 og var fra 1934 medlem af Kunstnersammenslutningen Corner. Syberg malede i fynbomalernes naturnære tradition fortrinsvis landskaber i olie og akvarel fra Danmark, ofte med motiver fra Oddsherred, og fra Italien, især Toscana, hvortil han ofte rejste. Ernst Syberg er repræsenteret på mange danske museer, inkl. SMK og AROS.